# José Félix Ribas (Guárico)
José Félix Ribas é um município da Venezuela localizado no estado de Guárico.
A capital do município é a cidade de Tucupido.